# Ellen Gillies
Ellen Gillies es una deportista canadiense que compitió en remo. Ganó una medalla de bronce en el Campeonato Mundial de Remo de 1984, en la prueba de doble scull ligero.

## Palmarés internacional
| Campeonato Mundial | Campeonato Mundial | Campeonato Mundial | Campeonato Mundial |
| Año                | Lugar              | Medalla            | Prueba             |
| ------------------ | ------------------ | ------------------ | ------------------ |
| 1984               | Montreal (Canadá)  | Medalla de bronce  | Doble scull ligero |